# Ortaliella
Ortaliella là một chi bướm đêm thuộc họ Geometridae.